# Banzkow
Banzkow település Németországban, Mecklenburg-Elő-Pomeránia tartományban. Lakosainak száma 2760 fő (2023. december 31.).

## Népesség
A település népességének változása:
| Lakosok száma | 2727 | 2769 | 2797 | 2776 | 2760 |
|               | 2017 | 2019 | 2021 | 2022 | 2023 |